# 硫酸镍铵
硫酸鎳銨又稱硫酸鎳（II）銨，分子式為 (NH4)2Ni(SO4)2.6H2O，是一種淺綠色的晶體，可溶於水。硫酸鎳銨加热时失去结晶水，变为黄色结晶粉末，而它可用於镀镍。